# 5454 Kojiki
5454 Kojiki è un asteroide della fascia principale. Scoperto nel 1977, presenta un'orbita caratterizzata da un semiasse maggiore pari a 3,1706676 UA e da un'eccentricità di 0,1215423, inclinata di 5,44627° rispetto all'eclittica.